# كاثلين موريس
كاثلين موريس هي رسامة كندية، ولدت في 2 ديسمبر 1893 في مونتريال في كندا، وتوفيت في 20 ديسمبر 1986.